# Jytte Andersen
Jytte Andersen (ur. 9 września 1942 w Kopenhadze) – duńska polityk, parlamentarzystka, minister w czterech rządach Poula Nyrupa Rasmussena (1993–2000).

## Życiorys
Kształciła się w placówkach prowadzonych przez organizacje pracownicze. Zawodowo pracowała od 1960, początkowo w biurowości, później w księgowości. W połowie lat 70. zaangażowała się w działalność polityczną w ramach Socialdemokraterne, szybko awansując w partyjnej strukturze. W 1977 dołączyła do komitetu wykonawczego socjaldemokratów, w którym zasiadała do 1987. Pełniła też różne funkcje w strukturach organizacji robotniczej AOF i kobiecego związku zawodowego Kvindeligt Arbejderforbund i Danmark.
W latach 1979–2007 sprawowała mandat posłanki do Folketingetu, w latach 1981–1986 była sekretarzem frakcji deputowanych swojego ugrupowania. Wchodziła w skład czterech gabinetów Poula Nyrupa Rasmussena. Zajmowała stanowiska ministra pracy (od stycznia 1993 do marca 1998), ministra ds. mieszkalnictwa (od marca 1998 do grudnia 2000) i ministra ds. równouprawnienia (od września 1999 do grudnia 2000).